# Georg Maraun
Georg Maraun (* 14. Mai 1926 in Lötzen; † 23. Juni 2023) war ein deutscher Politiker (SPD) und Landrat des Landkreises Gießen.

## Familie
Georg Maraun war Vater zweier Söhne und einer Tochter. Er lebte in Leckringhausen.

## Ausbildung und Beruf
Georg Maraun nahm am Zweiten Weltkrieg teil, wurde in den letzten Tagen des Krieges schwer verwundet und durchschwamm mit der Verletzung noch die Elbe, um vom sowjetisch besetzten Gebiet in amerikanisch besetztes Gebiet zu gelangen. Hier kam er in Kriegsgefangenschaft. Ab 1946 bis 1950 studierte er Staats- und Rechtswissenschaft an der Universität Marburg. Dabei nahm er 1948 als Vertreter der Universität als Gast an den Beratungen des Parlamentarischen Rates zum Grundgesetz für die Bundesrepublik Deutschland teil. 1950 legte er das erste juristische Staatsexamen in Marburg ab, arbeitete anschließend als Rechtssachbearbeiter beim Kreisausschuss Marburg des DGB, besuchte 1951/52 das Europa-Kolleg in Brügge und promovierte 1952 zum Thema: Die Gleichberechtigung von Mann und Frau im Staatsangehörigkeitsrecht. Auf das Thema war er durch die Freundschaft zu Elisabeth Selbert und seine vielen Gespräche mit ihr gekommen. 1956 folgte das zweite juristische Staatsexamen. Anschließend arbeitete er in der Verwaltung des Landkreises Gießen als Justitiar und Vorsitzender des Einspruchs- und Beschwerdeausschusses, später als Dezernent des Flüchtlingsamtes, der Finanz- und der Schulverwaltung sowie für den sozialen Wohnungsbau.

## Politik
Georg Maraun gehörte seit 1946 der SPD an. Vom 1. November 1960 bis zum 25. Januar 1961 war er kurzzeitig Abgeordneter im Kreistag des Landkreises Gießen, der ihn am 25. Januar 1961 zum Landrat wählte. Er war damals mit 34 Jahren Hessens jüngster Landrat. Diese Funktion war mit einer Reihe anderer Ämter verbunden: Von 1961 bis 1969 war er Abgeordneter in der Verbandsversammlung des Landeswohlfahrtsverbandes Hessen (LWV Hessen), dessen ehrenamtlicher Beigeordneter er 1977 wurde. Die Verbandsversammlung des LWV Hessen wählte ihn 1981 zum hauptamtlichen Ersten Beigeordneten, zuständig für das Landessozialamt, die Hauptfürsorgestelle und die Erziehungshilfe. Er war Vorsitzender des Wirtschafts- und Verkehrsausschusses des hessischen Landkreistages, Vorsitzender der Planungsgemeinschaft Oberhessen und stellvertretender Vorsitzender der Sparkasse Gießen. 1967 schied er als Landrat aus und war in der Folge als Rechtsanwalt und Notar tätig.
1982 wurde er Vorsitzender des SPD-Unterbezirks Wolfhagen. Anlässlich seines 95. Geburtstags wurde Georg Maraun für 75 Jahre SPD-Mitgliedschaft geehrt. Er war zu diesem Zeitpunkt der Sozialdemokrat mit der längsten Parteizugehörigkeit in Nordhessen.